# Arenillas (cantão)
Arenillas é um cantão do Equador localizado na província de El Oro.
A capital do cantão é a cidade de Arenillas.